# Championnats du monde de beach tennis 2010
 (mars 2024).
Si vous disposez d'ouvrages ou d'articles de référence ou si vous connaissez des sites web de qualité traitant du thème abordé ici, merci de compléter l'article en donnant les références utiles à sa vérifiabilité et en les liant à la section « Notes et références ».
Navigation
Édition précédente Édition suivante
Les championnats du monde de beach tennis 2010, deuxième édition des championnats du monde de beach tennis, ont eu lieu du 2 au 4 mai 2010 à Rome, en Italie. Ils ont été remportés par les Italiens Alan Maldini et Luca Meliconi chez les hommes et les Italiennes Giulia Spazzoli et Federica Bacchetta chez les femmes.